# 刘国庆 (1962年)
刘国庆（1962年10月—），山西人。男，汉族。
长期在山西省政府部门任职。2003年，任山西省纪委驻省文化厅纪检组组长、党组成员，进入纪检系统工作。2007年，任山西省委巡视工作办公室主任。2008年，任山西省纪委干部室副厅级室主任。2009年12月，任中共朔州市委常委、纪委书记。2013年5月，任中共大同市委副书记。